# Zhang Yuhan
Zhang Yuhan (6 gennaio 1995) è una nuotatrice cinese.

## Palmarès
- Mondiali:

Kazan' 2015: bronzo nella 4x200m sl.
Budapest 2017: argento nella 4x200m sl.
- Mondiali in vasca corta

Hangzhou 2018: oro nella 4x200m sl.
- Giochi asiatici:

Incheon 2014: oro nei 400m sl.
Giacarta 2018: oro nella 4x200m sl.
- Campionati asiatici

Tokyo 2016: oro nella 4x200m sl e bronzo nei 400m sl.